# Драган Григорій Сильвестрович
Григорій Сильвестрович Драган (15 січня 1949 р., с. Перельоти, Балтський р-н, Одеська обл. — 30 квітня 2023) — фізик. Доктор фізико-математичних наук (2004), професор (2006); лауреат Державної премії України в галузі науки і техніки (2015).

## Біографія
Григорій Драган народився 15 січня 1949 р. в с. Перельоти Балтського р-ну Одеської обл. Закінчив у 1965 р. Перельотську середню школу № 1. Працював на заводі ім. Січневого повстання (з 1965 р.), лаборантом Науково-дослідного інституту фізики Одеського державного університету (нині — Одеський національний університет імені І. І. Мечникова) (з 1967 р.).
У 1972 р. — закінчив вечірнє відділення фізичного факультету Одеського державного університету ім. І. І. Мечникова (нині — Одеський національний університет імені І. І. Мечникова). Працював молодшим (1972-1974), старшим науковий співробітником науково-дослідної частини інституту (1974-1976), а у 1976 р. перейшов в науково-дослідний сектор кафедри теплофізики.
У 1980 р. — захистив кандидатську дисертацію по спецтемі.
З 1981 р. — асистент кафедри теплофізики, з 1982 р. — доцент, а з 2003 р. — на посаді професора кафедри теплофізики Одеського національного університету.
З 1981 р. — член секції кінетики в науковій праці Академії наук СРСР з фізики низькотемпературної плазми.
У 1990 р. обирався депутатом Одеської обласної та міської ради народних депутатів XXI скликання, виконував обов'язки заступника голови комісії по екології та голови комісії з питань питної води, член Одеської обласної екологічної ради, з 1991 р. — голова Одеського екологічного відділення УФМЗ, з 2002 р. — позаштатний консультант Комітету Верховної Ради України з питань науки і освіти.
У 2004 р. — захистив докторську дисертацію на тему: «Термодинаміка та електродинаміка міжфазних взаємодій в плазмі продуктів згорання металізованих композицій, твердих та газових палив».

## Наукова діяльність
В основу наукової діяльності Драгана Г. С. полягли дослідження факелів різноманітних паливних сумішей, починаючи з полум'я звичайного природного газу та завершаючи плазмовими утвореннями складних металізованих композицій, які використовувались в космічній техніці. Для виконання цих досліджень створювались експериментальні стенди та спеціальні пристрої, розроблялись спектральні та зондові методики вимірювань теплофізичних і електрофізичних характеристик при підвищених тисках і в умовах форвакуума. Деякі результати експериментів признані, як винаходи (отримані 4 авторських свідоцтва), інші знайшли своє впровадження в спеціальній техніці, народному господарстві та учбовому процесі.
В процесі експериментальних досліджень виявлений вплив іонізації газової фази на дисперсний склад конденсованої фази металізованих палив та зміщення іонізаційної рівноваги в газовій фазі плазми продуктів згорання в залежності від дисперсного та фазового складу димових частинок, а також від їх поверхневого стану. Теоретичне обґрунтування результатів експериментів дозволило виявити взаємозв'язок між ступенем іонізації плазми та її об'ємним зарядом, який виникає в результаті міжфазної взаємодії на поверхні часток. Для описування координатної залежності електростатичного потенціалу в околиці заряджених часток введено поняття узагальненого потенціалу плазми, як рівня відліку потенціалу в плазмі з конденсованою дисперсною фазою. Такі фундаментальні поняття, як потенціал плазми та параметр нерівноважності використовується для опису ефектів зміщення іонізаційної рівноваги по відношенню до квазінейтральної газової плазми, дальнодії заряджених димових часток в плазмі, просторового упорядження часток в об'ємі плазми та агломерації, впливу іонізації на нуклеацію.
При дослідженні способів введення легко іонізуючої домішки в плазму продуктів згорання з метою регулювання її електрофізичних характеристик був виявлений пульсаційний режим випарювання краплини сольового розчину та виведений критерій переходу процесу випарювання в пульсаційний режим.
За участі Драгана Г. С. в колишньому Радянському Союзі створювалось наукове направлення по фізиці плазми з конденсованою дисперсною фазою та проведені по цій проблемі Всесоюзні наради в 1981, 1984 та 1988 рр., а в 2004 р. відбулась міжнародна конференція «Dusty Plasmas in Applications».

## Праці
- Обоснование рекомендаций по усовершенствованию интегральных экспериментальных стендов ИСБ и ПСБ для валидации расчетных теплогидравлических кодов / Г. С. Драган, Е. З. Емельяненко, В. В. Ким, В. И. Скалозубов // Ядерная и радиационная безопасность. — 2000. — Т. 3, вып. 2. — С. 78-85.
- Влияние обработки частиц кокса водными растворами калийсодержащих соединений на кинетику их окисления, воспламенения и горения / Г. С. Драган // Физика аэродисперсных систем. — 2001. — Вып. 38. — С. 90-98.
- Ionization balance displacement in das phase of dusty plasma / G. S. Dragan // European Workshop on Dusty and Colloidal Plasmas, Vth (Potsdam, 23-25 Aug.). — Potsdam, 2001. — P. 39.
- Нуклеация в ионизированной среде под действием  — излучения / Г. С. Драган // Ядерная и радиационная безопасность. — 2003. — Т. 6, № 3. — С. 92-97.
- Пульсационный режим испарения капли водного раствора карбоната калия в углеводородном пламени / Г. С. Драган // Доклады НАНУ. — 2003. — № 1. — С. 87-94.
- The surface processes in thermal dusty (smoky) plasmas / G. S. Dragan, V. I. Vishnyakov // Internat. Conf. on Plasma Physics and Plasma Technology, IVth (Minsk, 2003). — Minsk, 2003. — P. 857—860.
- Термодинамика и электродинамика межфазных взаимодействий в плазме продуктов сгорания металлизированных составов, твердых и газообразных топлив: дис. … д-ра физ-мат. наук / Г. С. Драган. — Одесса, 2004. — 338 с.
- Electrostatic interaction of charged planes in the thermal collision plasma: Detailed investigation and comparison with experiment / V. I. Vishnyakov, G. S. Dragan // Physical Review E. — 2005. — Vol. 71. — P. 016411.
- The Formation of Negatively Charged Particles in Thermoemission Plasmas / V. I. Vishnyakov, G. S. Dragan, Florko A.V. // Journal of Experimental and Theoretical Physics. — 2008. — Vol. 106, № 1. — P. 182—186.
- Неоднородное распределение заряженных частиц в аэрозолях и продуктах сгорания / Е. В. Коськин, Г. С. Драган // Энерготехнологии и ресурсосбережение. — 2009. — С. 74-78.